# Funaria clavata
Funaria clavata là một loài Rêu trong họ Funariaceae. Loài này được (Mitt.) Magill mô tả khoa học đầu tiên năm 1987.